# コタツ記事
コタツ記事（コタツきじ、炬燵記事）とは、日本において、ジャーナリストやライター、記者が現地に赴いて調査を行ったり取材対象者に直接取材したりすることなく、インターネットのウェブサイト、ブログ、掲示板、SNS、テレビ番組などの他媒体で知り得た情報のみを基に作成される記事の通称。対義語はフィールドワーク。
『デジタル大辞泉』においては、「独自の調査や取材を行わず、テレビ番組やSNS上の情報などのみで構成される記事」と定義づけられている。執筆者の「個人的意見」の検証・裏取りをせず、内容をそのまま著した記事も増えている。

## 概要
2010年にデジタルガジェット論評が専門のジャーナリストである本田雅一が編み出した造語であり「ブログや海外記事、掲示板、他人が書いた記事などを「総合評論」し、コタツの上だけで完結できる記事の事」と定義している。この特徴はバイラルネットメディアがSNSにてバイラル・マーケティングのためにネットユーザーの興味を引いて閲覧件数を稼ぐことのみに特化し、見出しもユーザーにクリックさせるためにセンセーショナルなタイトルを付けるが、記事の中身がほとんどないものが多数存在する。
当初、一般的な語彙としては広まっていなかったが、ウェブライター界隈では潜在的な問題としてSNS上で議論の的になっており、元ITmediaのライターであった岡田有花が自身の取材手法などを省みてマイクロブログサイト「Twitter」で発信し、ウェブメディア業界の人間で議論したことを本田が2020年に改めて振り返り、前述の件をブログサイト「はてなブログ」の匿名の閲覧者から質問され、語彙についての経緯を答えたあと、匿名の閲覧者からの投稿の中で「ネットで生まれた俗語が朝日新聞によって権威化」されたことでWikipediaの当該頁が誕生したと自身のメールマガジンで振り返っている。
ChatGPTやMicrosoft Copilotなどといった生成AIの出現により、自然言語処理の技術が大幅に進歩してきた昨今においては、コタツ記事を生成AIが自動的に作成していることも少なくない。コタツ記事ライターが生成AIで作成された原稿を参考にして執筆することもある。

## 背景
主に、ウェブライターの副業やジャーナリスト、作家志望の人間が文章の書き方を学ぶ訓練の一環として執筆する場合がある。記事の配信元の編集者から、文字数が1500文字で引用元のSNSアカウントまで指定して発注される。それを元に作家が指定されたSNS投稿とSNS内の閲覧者の反応を閲覧して記事を執筆する。
放送番組の発言を孫引きするケースは、ネットニュースが盛んではなかった2000年代前半でも紙の新聞紙面において、特定芸能人や政治家が出演した討論番組の内容を引用することがあった。また、放送番組については前述のメディアの人間が少ないローカル放送局で発言の制限を気にせずローカル放送局の番組に出演する時代もあったが、2010年代以降はテレビ番組を再配信するインターネット・サービスが展開しだし、ウェブ上でニュースとして取り上げられる事例も出てきて自身の発信方法に影響する場合もある。しかし、インターネット・サービスで著作権許諾を得ず、ラジオ番組の文字起こしを始めた事で疑義を呈するウェブ記事が配信されて以降、各ラジオ局は2015年以降、放送局公式のニュース記事の配信を開始したが、コタツ記事は減らず、放送局スタッフが「査読・校正」の作業の段階を踏むこととなった。
2020年頃にあったコロナ禍で、スポーツの試合やイベントが中止になったり記者が対面取材を思うように行えなくなり、SNSの発言に取材や検証を加えず紹介するコタツ記事を増やす大きな要因になったとされている。

## 利点
記事の製作者にとっての最大の長所は、作家が取材に行く必要がないため経費を掛けずに記事が執筆できることである。そのため、大量の記事を配信することが可能である。
元日経マグロウヒル社、現代ビジネス編集長、スマートニュースメディア研究所所長の瀬尾傑は「取材をしていない記事が全て悪い訳ではなく、例えばとしてエッセイやコラムは成立しているので、著作権侵害等が含まれる記事を発注、掲載する責任はメディアにあるが、一義的には執筆したライターが責任を問われてしまい、間違えても謝ればいい、儲かればいいという業界の構図である」という立場で擁護寄りで認めている。また、サッカー専門新聞『EL GOLAZO』の創刊に関わったサッカーライターの河治良幸は、自身が現地取材をするプロセスを例に取り、「サッカーA代表の現地取材に掛けるリソースは限度があるので、テレビ観戦や二次情報を漁って対応する事もありAFCアジアカップ名鑑が最たる物で、コタツ記事を否定したらスポーツ新聞やサッカー専門誌の番記者しか記事が書けなくなる」と擁護している。
また、テレビ番組の内容がコタツ記事になることに関し、見逃し配信や次回の視聴に繋がることや、記事が発言や番組内容のアーカイブ化することから、テレビ局側がコタツ記事を規制する事は無いという「匿名のテレビ局関係者」の発言が報じられている。

## 問題点
業界団体に所属するメディアにて所属して記事を執筆する仕事をする場合、研修で取材手法として裏取りについて指導する場合がある。しかし、コタツ記事の場合は前述の閲覧件数稼ぎを目的としていたり、迅速性を最優先で執筆していたり、発信の頻度を維持することを主眼に置いていたりするため、裏取りをしないまま記事を配信する。また、放送番組においては番組の放送が終わる前に記事が配信する場合もある。その結果、一方的な内容を掲載し、記事内で批判の的にされた人間からSNSやブログ等を通じて反駁される事件が頻発し、記事の取消しや謝罪に追われることがある。
元ネットニュース編集者でライターの中川淳一郎はネットニュース記事の執筆から引退した身としてコタツ記事を断罪しており、特にコタツ記事を大量に執筆している『デイリースポーツ』に対して名指しで批判し、炎上目的で記事を執筆し、執筆した側は安全地帯から極端な意見を持っている側ばかり取り上げて悪質であると指摘している。他にも、ジャーナリストの丸山ゴンザレスは、自身が主に国外の危険地帯ばかり取材に赴く事を例示し「本来物凄い大変で割に合わない職業であり、業界の様々な伝に営業を掛けながらトントンで暮らしてる状態で本当の“勝負”が生まれる事でライターとしての評価にも繋がるので、コタツ記事の悪評が出れば出る程ガッカリしており、そういう人間にライターを名乗って欲しくない」と強く否定している。
また「コタツ記事」の語を産み出した本田も、前述のバイラルネットメディアが誕生したことにより、結果として記事に必要な「校正、校閲」作業や一次情報の真否を取材などにより直接確認することを省いた結果、フェイクニュースを産み出している要因と指摘している。この事が社会問題になった事例も発生しており、2016年に相次いで発覚したDeNAの「WELQ」を始めとする医療情報系まとめサイトにおける健康被害などの不祥事は、専門家などの第三者による確認や監修を行わず、検索エンジンにヒットできるように大量の長文記事をネット上に公開し続けたのが一因だと指摘されている。
なお、本田曰く「当該語彙が、記事の執筆者の批判をするために使われる事に多用されてる」ことに不本意に感じてる事を踏み込んでいる。
ジャーナリストの藤代裕之は、「情報戦に脆弱であり、他国のプロパガンダサイト・メディアやタブロイド記事の転載でフェイクニュースの拡散に寄与し、社会的な混乱を助長する。こたつ記事を書くメディアだけでなく、こたつ記事をそのまま載せるポータルサイトまでが不確実情報やプロパガンダを拡散する中で、個人のメディア・リテラシー頼りではフェイクニュースに騙される危険性を高めるだけ」と指摘している。
記事の中で名前を列挙される本人は、必ずしもネットメディアに掲載されることを主眼に置いて発信している訳ではない。そのため、本人の意向とは別の形で二次情報源として巷に発信され、意図しない印象に捉えられたり本意でない失言が大々的に報じられたりすることで、結果として発言を控えるケースが存在する。松本人志は出演していたテレビ番組『ワイドナショー』（フジテレビ）での発言が複数の記事になることに抗議する目的で、「個人的な意見」として同番組で手書きの「キリトリ記事禁止」のボードを掲げた。しかし同番組の司会の東野幸治が予想したとおり、この行動すらも放送中に記事になってしまった。その後も、『日刊スポーツ』が1回の放送で松本の発言を取り上げた記事を4本も報じたことに対し、松本は名指しで「ルール守れ。日刊スポーツ」とtwitterで批判し、『日刊スポーツ』は4本の記事のうち1本を削除した。
前述した中川は、このケースの走りは2008年1月29日に放送された『倖田來未のオールナイトニッポン』（ニッポン放送）の倖田來未が番組内で発言した、いわゆる「35歳で羊水は腐る発言」としており、『岡村隆史のオールナイトニッポン』（ニッポン放送）2020年4月23日放送分の岡村単独としての番組終了経緯については、藤田孝典（市民活動家）がRadikoプレミアムでのタイムフリー視聴や番組同録音源等の一次情報を用いず、岡村の番組内での発言を正確に引用せず、第三者からの伝聞に拠った記事を執筆したことで炎上状態になり、岡村が謝罪する運びとなったと指摘している。番組終了かコンビでの番組復活かという状態になった事象について、乙武洋匡は自身が出演するテレビ番組『ワイドナショー』の番組発言引用と並べて指摘している。
前述の件含めて、週刊誌やネットメディアが記事にする炎上商法がパターン化されている。
ラジオ番組内での発言による炎上防止策の一環として、出演者による番組内での発言の一部をラジオ局自らが書き起こした上でニュースサイトやSNSなどに記事を提供する事例も増えている。
2024年パリオリンピックでは、競技に関する記事においても、「SNSの声」を拾い集めただけのコタツ記事が氾濫しており、複数のジャーナリストが問題点を指摘している
。
田中文は、ネットメディアや記者が自身の知見による競技内容の検証や、それに基づいた自身の声での意見表明を行わず、飽くまでも記者の主観に沿った「コメントを紹介するだけ」のコタツ記事の配信によって責任逃れをしている事や、選手の背景事情を取材した「競技直前までのカバーストーリー」ばかりを重視し、実際の競技内容における「疑わしい事象については淡々とした事実報道のみに止める」大手メディアの定型化した記事との異常なまでの温度差が、却ってネットユーザーの負の感情を増幅させる方向に作用し、選手に対する誹謗中傷を激化させていると指摘する。
松原孝臣は、パリ五輪以前からも選手に対するバッシングはあり、主にメディアのセンセーショナルな見出しによる記事がそれを助長していた面が大きかったが、パリ五輪ではSNSのコメントを集約したコタツ記事の氾濫により、見出しによる煽りが更に酷くなっており、ネットユーザーによる誹謗中傷をより増幅させている面があると指摘しており、配信元メディアが「引用して紹介しただけ」と責任逃れする事は、もはや許されるものではないと結んでいる。
また、いわゆる全国紙メディアでもコタツ記事を利用し、問題となった例として2024年11月の『毎日新聞』のウェブサイト記事で「誤報」として表面化した。同社が同年11月5日に発信した「エンタ・ボックス」とよばれる芸能記事において、Snow Manの渡辺翔太のなりすましSNSアカウントが発信した投稿を基に記事として配信され、後になりすましと判明して記事を削除する事態となった。この「エンタボックス」では、外部のコンテンツ制作会社から期間限定で試験的に記事の提供を受けていたことが判明しており、本来同社は署名記事が原則であるが、当該記事は事実上の無署名（「エンタ・ボックス」名義）記事であった。この事に対して識者からは誤報の根本的な原因が、全国紙レベルのメディアが取材や裏取りも行わずにいわゆる「コタツ記事」に手を出してしまった事で「まだ保たれている新聞への信頼を揺るがす行為」とした厳しい批判が行われている。